# 32 Dywizjon Pancerny
32 Dywizjon Pancerny – pancerny pododdział rozpoznawczy Wojska Polskiego II Rzeczypospolitej.
Dywizjon nie występował w pokojowej organizacji wojska. Został sformowany w alarmie w dniach 24–25 sierpnia 1939 roku, w Grodnie dla Podlaskiej Brygady Kawalerii w grupie jednostek oznaczonych kolorem żółtym. Jednostką mobilizującą był 7 batalion pancerny.

## Działania bojowe
Dywizjon po zmobilizowaniu, 26 sierpnia wykonał marsz na kołach z Drucka do Uścianki koło Osowca, a 29 sierpnia w rejon koncentracji odwodu Podlaskiej Brygady Kawalerii w okolice węzła drogowego Stawiski.
1 września jego szwadron czołgów wspólnie z 9 pułkiem strzelców konnych patrolował rejon między Grajewem a Szczuczynem. 2 września dywizjon został przesunięty w okolice Grabowa. 2 września jego szwadron pancerny uczestniczył wraz z 9 Pułkiem Strzelców Konnych w wypadzie na m. Bialla w Prusach Wschodnich. Szwadron pancerny został przydzielony do 18 Dywizji Piechoty i brał udział w wypadzie na m. Jeże na północ od Kolna. W nocy z 4 na 5 września dywizjon stanął całością sił w m. Rosochate. 5 września przeszedł do m. Nadbory, a następnego dnia bez styczności z nieprzyjacielem w rejon Mały Płock – Popki.
W ramach odwrotu Podlaskiej Brygady Kawalerii dywizjon działał w straży przedniej i osłaniał odwrót brygady. 7 września dywizjon zajął ubezpieczenia w folwarku Zalesie koło Ostrowi Mazowieckiej. Szwadron pancerny został przydzielony do dyspozycji mjr. Strubla i wspierał batalion piechoty obsadzający szosę Zambrów – Ostrów Mazowiecka pod m. Podborze.
8 września dywizjon bez szwadronu pancernego, ze szwadronem kolarzy stanowił ubezpieczenie czołowe brygady w kierunku na Ostrów Mazowiecką. W wyniku nowych rozkazów brygada w ciągu nocy została przesunięta do rejonu m. Kalinowo. Następnego dnia szwadron pancerny z oddziałem mjr. Strubla nacierały na Ostrów Mazowiecką. Natarcie zostało załamane, a szwadron bez plutonu powrócił do dywizjonu. Po południu dywizjon dołączył całością sił do 9 psk i osłaniał atak brygady na Brok. Brok zdobyto, a brygada wycofała się w kierunku Złotorii i Zarębów Kościelnych. 10 września Podlaska BK, a wraz z nią 32 dpanc maszerowała szosą Zambrów – Czyżew do rejonu m. Ołdaki. O świcie następnego dnia brygada zajęła rejon na wysokości Andrzejewa. 11 września bez powodzenia walczono o Zambrów. Dywizjon wycofał się w kierunku na Dąbrowę Wielką. Będący w ubezpieczeniu w m. Ciemne pluton czołgów został w nocy rozbity. 12 września dywizjon walczył z niemieckim oddziałem pancerno-motorowym w okolicy stacji kolejowej Kity. Straty: cztery czołgi, kilku zabitych i rannych. W tym dniu pluton samochodów pancernych, pozostający do tej pory pod rozkazami mjr. Strubla, powrócił do dywizjonu i rozlokował się w lesie Wyliny Ruś. W nocy z 12 na 13 września dywizjon, współdziałając z baterią artylerii przeciwlotniczej, nie zdołał przeprawić się przez Mień. Wykonywał więc marsz przez las Wyliny na most szosowy. 13 września Niemcy opanowali most, a dywizjon został odcięty od brygady i otrzymał zadanie wyszukać sobie innego przejścia przez rzekę. Dowódca szwadronu czołgów por. Zagolowicz i dowódca 2 plutonu czołgów pchor. Wereszczako zaginęli. Major Szostak powierza dowództwo czołgów ppor. Rudolphowi. Rozpoznanie stwierdziło, że najwygodniejszym miejscem dla przerwania się jest skrzyżowanie szosy biegnącej do Brańska i traktem na wieś Wyliny Ruś. Na szosie zauważono dużą kolumnę pancerną i piechotę nieprzyjaciela. Major Szostak zdecydował uderzyć resztą czołgów w bok tej kolumny. Por. Zelcer z oddziałem pieszym zorganizowanym z załóg zapasowych i z dwoma karabinami maszynowymi posuwał się lasem i ogniem próbował odwrócić uwagę nieprzyjaciela od akcji szwadronu czołgów. Strzelają również działka samochodów pancernych. Szwadronowi udaje się, ogniem z czołgów i działek samochodów pancernych, wprowadzić zamieszanie w kolumnie nieprzyjaciela. Niemieckie samochody pancerne ruszyły do przeciwuderzenia. Szwadron, wycofując się i ostrzeliwując nieprzyjaciela, osiągnął Wilinę Ruś. Niemcy zdezorientowani silnym ogniem i nie wiedząc z jak silnym przeciwnikiem się spotkali, spalili Wilinę Ruś i zatrzymali przeciwnatarcie. Major Szostak nakazał wycofanie się do kompleksu leśnego. Po zapadnięciu zmroku czołgi zostały załadowane na samochody. Dywizjon, rzutem kołowym, przedostał się przez szosę w miejscu, gdzie rano toczyła się walka. Radość z wyrwania się z pierścienia nieprzyjaciela była krótka, dywizjon ponownie został otoczony przez Niemców w rejonie Pietkowa koło Lap. Dywizjon prześlizguje się między członami kolumn nieprzyjaciela. 15 września resztki pododdziału dołączyły do brygady i w miejscowości Lapcie i spotkały dowódcę brygady gen. Kmicic Skrzynskiego, który poinformował majora Szostaka o swoim zamiarze przedostania się do Puszczy Białowieskiej. Zgodził się na samodzielne przekroczenie przez dywizjon rzeki Narew mostem kolejowym pod Strabla. Wartość bojowa dywizjonu była minimalna. Sprzęt pancerny został zniszczony lub uszkodzony. Z wielkimi trudnościami dywizjon przeszedł przez most układając pomost z ławek samochodowych. 16 września, na resztkach mieszaniny spirytusu i nafty, dywizjon doszedł do Wołkowyska straciwszy po drodze resztę sprzętu pancernego. Tutaj dywizjon przeszedł pod rozkazy gen. bryg. Przeździeckiego, który skierował go do Wilna wraz z grupą żołnierzy z 31 Dywizjonu Pancernego. Pancerniacy maszerowali po osi Mosty – Szczuczyn –Ostryna – Ejszyszki. 17 września w Wołkowysku doszła do żołnierzy wiadomość o ataku Sowietów na Polskę. Z Wołkowyska, gen. Przeździecki wysłał pluton techniczno-gospodarczy pod dowództwem ppor. Rudolpha z amunicją i żywnością dla koncentrującej się w Białowieży kawalerii. Rozkaz został wykonany i pluton, po wykonaniu zadania, 19 września dołączył do dywizjonu w Oranach. Do Wilna dywizjon nie dotarł. W Ejszyszkach, 19 wrzenia, zgodnie z rozkazem dowódcy OK III gen. Olszyny-Wilczyńskiego dywizjon miał się udać do Oran, aby przekroczyć granice litewską. Po przybyciu na miejsce radiowy komunikat podał wiadomości o sukcesach francuskich na Zachodzie, o wystąpieniu Włoch po stronie aliantów, o rewolucji w Niemczech itp. Dowódcy zebrani na odprawie u ppłk. Blumskiego odmówili przekroczenia granicy i zdecydowali się maszerować do Grodna, gdzie organizowano obronę przeciw wojskom sowieckim. Rankiem 20 września dywizjon i pluton baterii przeciwlotniczej nr 94 wkroczyły do Grodna. Na przedmieściach miasta kolumna została ostrzelana przez skomunizowaną ludność cywilną. Prowadzono ogień maszynowy z okien, dachów i z otaczających wzgórz. Według relacji kaprala S. samochód dowódcy plutonu został trafiony, ale ppor Musiał i kierowca uratowali się. Wtedy ppor Musiał rozkazał otworzyć ogień, karabiny maszynowe umilkły i dywersanci zaczęli uciekać. Żołnierze przeszukali okoliczne domy, złapali dwóch dywersantów i odwieźli ich do Grodna. Prawie równocześnie, od strony Lunna, wkroczyło do Grodna pięć czołgów sowieckich. Czołgi przeciwnika zostały zniszczone przez żołnierzy i ludność cywilną Grodna. W walce poległ ppor. Musiał. Rano 21 września bolszewicy uderzyli bez wsparcia pancernego na pola obok koszar 7 Batalionu Pancernego, w kierunku ulicy Jerozolimskiej i koszar 29 Pułku Artylerii Lekkiej. Pancerniacy, mając dużo broni maszynowej, przepuścili bolszewickie tyraliery obok siebie. Otworzyli ogień boczny, gdy obrona polska z ulicy Jerozolimskiej ostrzelała bolszewików ogniem na wprost. Bolszewicy zatrzymali się i wycofali ponosząc duże straty. Później, 21 września, zgodnie z rozkazem gen. Przeździeckiego, wraz z innymi oddziałami broniącymi Grodna, dywizjon wycofał się w kierunku Hoża.

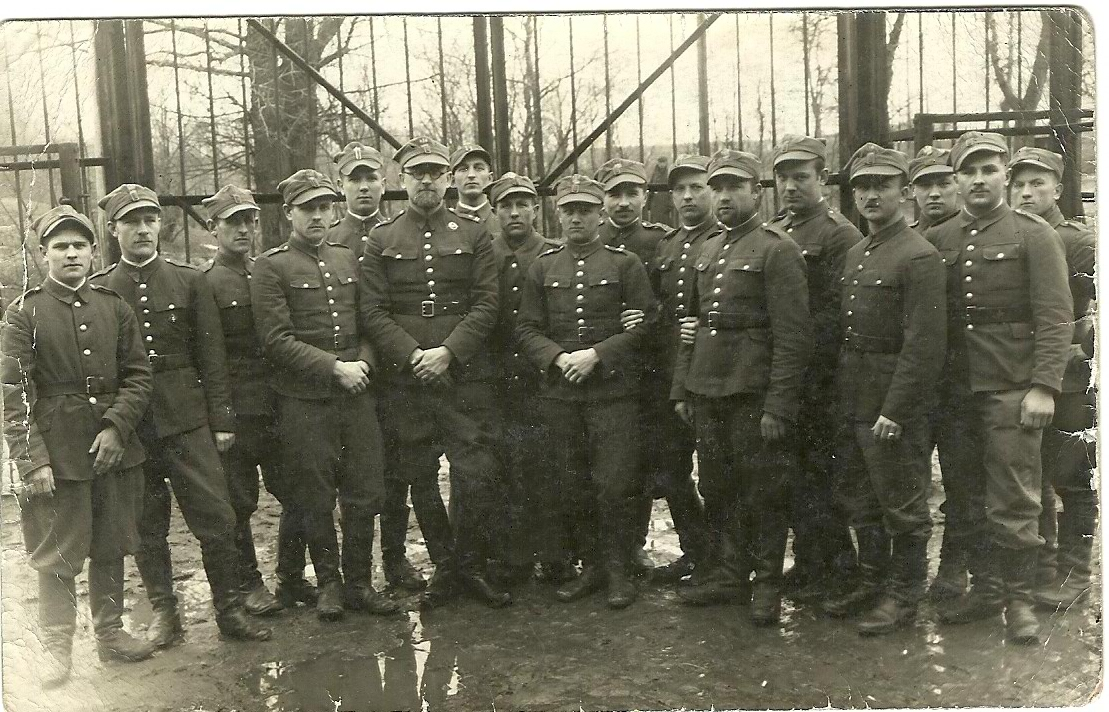
internowani w Kownie żołnierze dywizjonu

22 września dywizjon pomaszerował do Gib. Tu dowódca dywizjonu zorganizował obronę przesmyków między dwoma jeziorami. Mjr. Szostak wysłał meldunek do dowódcy brygady płk. Edmunda Heldut-Tarnasiewicza o gotowości obrony. Prosił też o pomoc. Odpowiedzi nie otrzymał. Dywizjon w tym czasie liczył 5 oficerów, około 100 szeregowych i kilkanaście samochodów. Stanowił zwarty i zdyscyplinowany pododdział. Wobec braku broni przeciwpancernej i materiałów wybuchowych mjr Szostak powziął decyzję o przekroczeniu granicy polsko – litewskiej. W czasie odprawy zaznajomiono żołnierzy z sytuacją ogólną na froncie. Chcącym wrócić do domu wystawiono zaświadczenia demobilizacyjne. Resztki dywizjonu, pod naporem wojsk sowieckich, przeszły granicę litewska 24 września w rejonie Szypliszek. Żołnierze zostali internowani. Dywizjon przestał istnieć. O 14:00 tego dnia czołgi sowieckie dotarły do granicy litewskiej.

## Struktura i obsada personalna
Obada personalna we wrześniu 1939
Dowództwo (poczet dowódcy)
- dowódca – mjr Stanisław Szostak

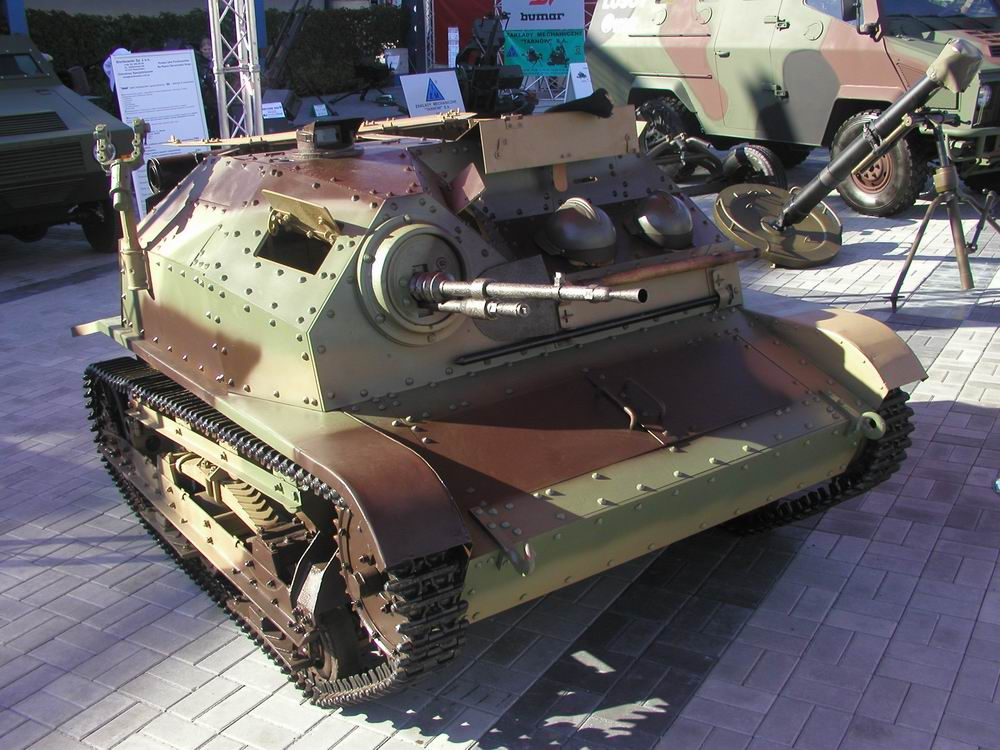
TKS – czołg podstawowy dywizjonu

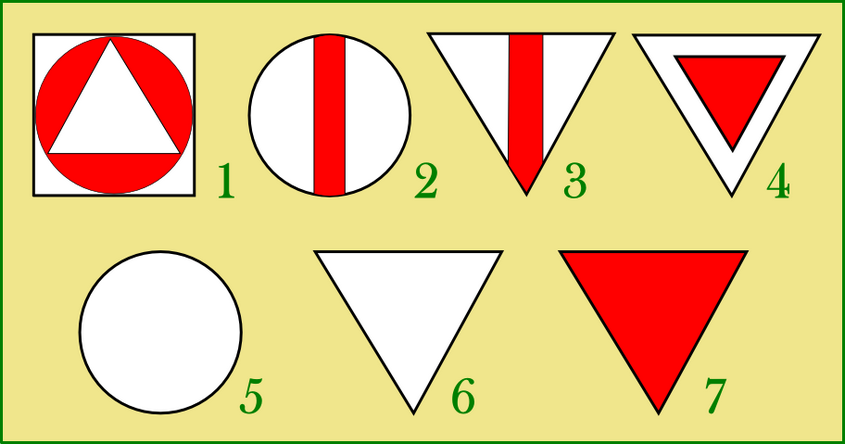
Znaki taktyczne malowane na czołgach lekkich i rozpoznawczych

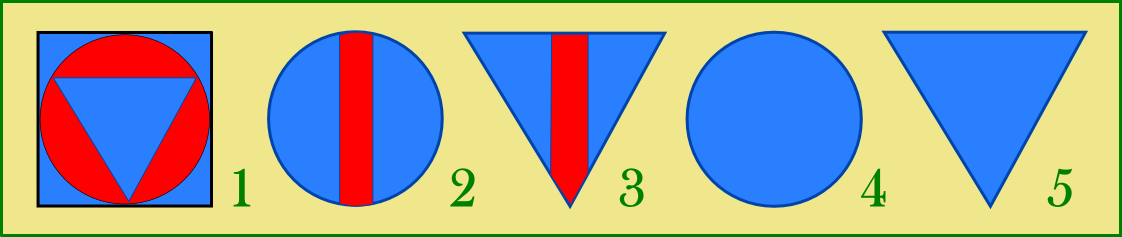
Znaki taktyczne malowane na pojazdach pancernych

- adiutant – por. Włodzimierz Zeltzer

Szwadron czołgów rozpoznawczych – (13 czołgów TKS)
- dowódca szwadronu czołgów – por. Janusz Żongołłowicz
  - dowódca 1 plutonu – por. Jerzy Rudolph
  - dowódca 2 plutonu – sierż. pchor. rez. Wereszczaka

Szwadron samochodów pancernych (8 wozów bojowych wzór 34–II)
- dowódca szwadronu samochodów pancernych – por. Aleksander Strokowski[c]
  - dowódca 1 plutonu– ppor. rez. Tadeusz Stopczyk (ranny 9 IX 1939)
  - dowódca 2 plutonu – sierż. pchor. Żołędziowski[7]

Pluton techniczno – gospodarczy
- dowódca plutonu – ppor. rez. Władysław Kitowski